# Meritneith
Meritneith (auch Merneith, Meret-Neith) war eine altägyptische Königin der 1. Dynastie (Frühdynastische Zeit), die etwa um 2900 v. Chr. an der Seite von König (Pharao) Wadji lebte.
Königin Meritneith gilt in der Ägyptologie als Schlüsselfigur im Verständnis um die Thron- und Herrscherfolge in der 1. Dynastie, da archäologische Funde darauf hindeuten, dass sie womöglich als eigenständige Herrscherin über Ägypten regierte.

## Name und Identität
Der Name von Meritneith ist an die ägyptische Göttin Neith angelehnt, die besonders in der frühen Hälfte der 1. Dynastie verehrt wurde. Ihr Kultzentrum lag in Sais in Unterägypten. Neben Meritneith sind auf Denkmälern und Artefakten die Namen einiger, vor allem weiblicher Personen mit Verknüpfung zur Göttin Neith, erhalten: Königin Neithhotep sowie die königlichen Damen Qaneith, Herneith, Nachtneith, Ahaneith und Iret-Neith.
Ihr Titel, „Mutter des Königs“ (mwt nswt), erscheint wiederholt auf Tonsiegelinschriften des Königs Hor Den, wonach dieser als ihr Sohn anzusehen ist. Jean-Philippe Lauer trug vor, dass Meritneith bereits mit König Djer liiert gewesen sein könnte, doch die bisherigen Funde erlauben nur eine Zuweisung ihrer Person als Gemahlin des Wadji. Viel eher wird Meritneith Djers Tochter gewesen sein. Auch Peter Kaplony vermutet, dass sie Tochter des Djer (Objekte mit ihrem Namen fanden sich in seinem Grab) und Gemahlin des Wadji war.

## Zeitgenössische Belege

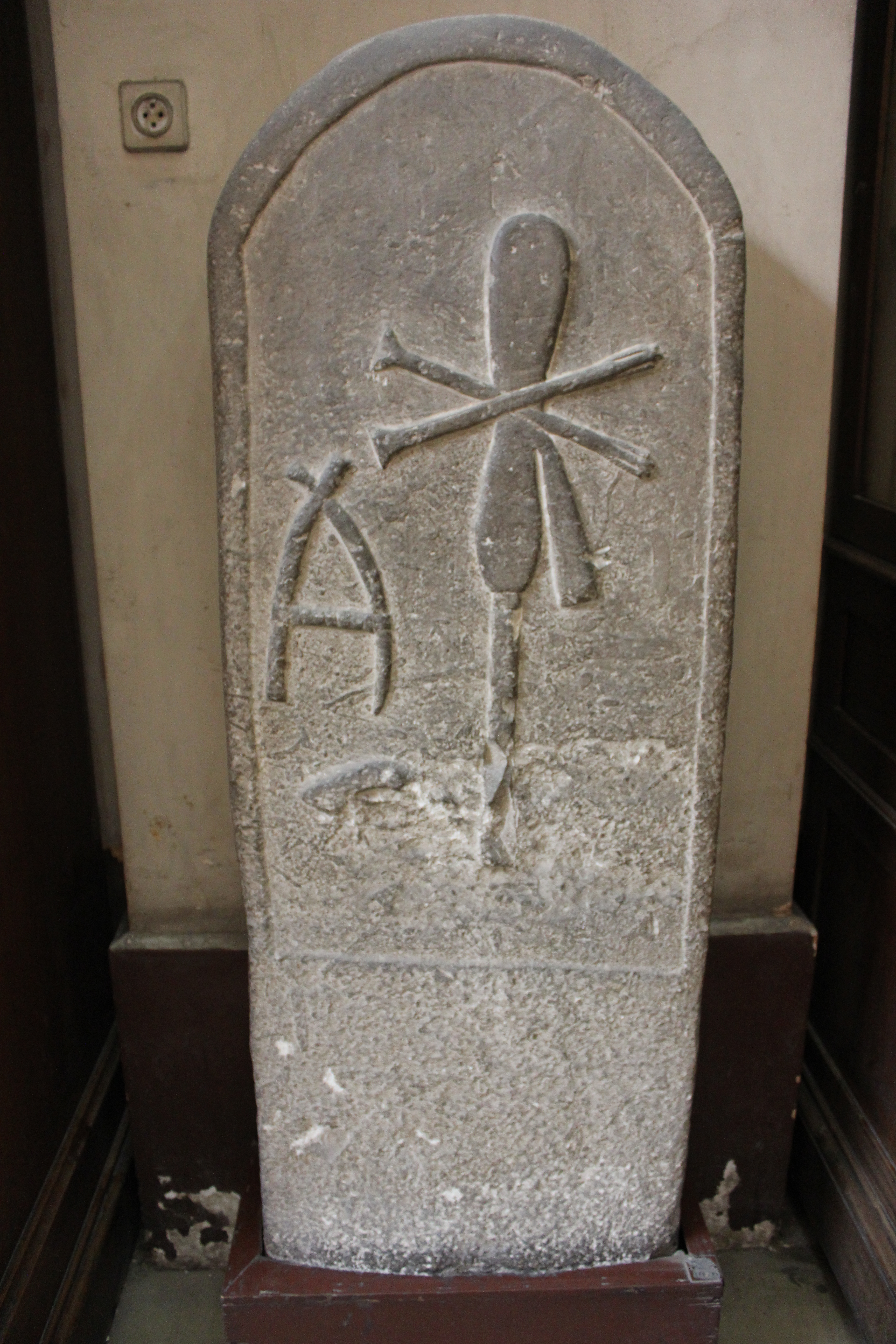
Grabstele der Meritneith aus Abydos

Meritneith ist vorrangig durch den Fund einer großen Gedenkstele aus poliertem Sandstein bekannt, die um 1900 von Flinders Petrie nahe ihrer Grabanlage in Umm el-Qaab entdeckt wurde. Weitere wichtige Funde sind Siegelabrollungen aus ihrem und aus Dens Grab in Abydos. Außerhalb von Abydos ist Meritneith eher spärlich belegt. Aus einem Grab in Sakkara stammen mehrere Gefäßfragmente sowie ein Elfenbeinschälchen. Dieses Grab wurde ihr zunächst zugeordnet, was heute aber kaum noch aufrechterhalten wird; unbekannter Herkunft hingegen ist eine kleine Alabastervase mit erhabenem Relief in Gestalt ihres Namens darauf. Schließlich gibt es noch die Statue eines Pavians, die den Namen der Meritneith trägt.
Auf Siegeln, die unter Meritneith datieren, findet sich der bislang älteste Beleg für den Titel eines Gouverneurs oder Bürgermeisters, Hatia. Träger dieses Titels war der hohe Beamte Sechka. Ein weiterer hoher Beamter unter ihr war Sechemkasedj, der die königliche Domäne „Horus gedeiht“ (Hr-w3dj) leitete und in Sakkara bestattet wurde. Ebenso fällt die Karriere des Amka, der die Herrscher Djer, Wadji und Den überlebte, in die Zeit von Meritneith.
Weitere Siegel zeigen das seltene Determinativ (Deutzeichen) eines Hausschweins, das offenbar gemästet und geschlachtet wurde. Somit gehörten Hausschweine bereits zu Meritneiths Zeit zu den wichtigen Fleischlieferanten. Weitere Hinweise auf Fleischgewinnung liefert die Nennung einer Domäne namens „Haus der Rinder“ (Hwt-jhwt) mit dem Ideogramm eines Stieres. Meritneith ist vielleicht auf einem Elfenbeinfragment aus Abydos dargestellt. Auf diesem Fragment finden sich die Reste zweier sitzender Personen, die als König Den und Meritneith rekonstruiert werden können.

## Spätere Belege
Name und Titel der Meritneith werden auf Grabsiegeln des Königs Qaa (achter Herrscher der 1. Dynastie), auf denen sämtliche Herrscher dieser Epoche aufgelistet sind, nicht mehr erwähnt. Es scheint, dass ihr spätestens seit Qaa keine besondere Rolle mehr in der königlichen Historie zugedacht wurde.
Meritneith erscheint auf dem Palermostein, einem Fragment einer ehemaligen Gedenktafel aus der 6. Dynastie. Auf diesem Annalenstein sind unter anderem in der zweiten Tabelle die Jahresereignisse des Königs Den erhalten. An der rechten Bruchkante der Steintafel ist die Namenssilbe „...(mer)rit“ ([mr]rj.t), gefolgt vom einfachen Determinativ einer hockenden Frau, erhalten, was Kurt Sethe und Silke Roth als Neith-Merit rekonstruieren. Damit bestätigt der Palermostein die familiäre Position der Meritneith als Mutter des Den.

## Mögliche Alleinherrschaft
Die Gedenkstele der Meritneith gab und gibt Anlass zur Theorie, wonach ihr familiärer und politischer Rang über die Norm hinausging. Stelen dieser Größenordnung waren in der Frühzeit für gewöhnlich Königen vorbehalten, was bereits Flinders Petrie früh zu der Vermutung führte, dass Meritneith mehr als nur eine königliche Gemahlin gewesen sein muss. Das in dieser Zeit bereits übliche Determinativ einer hockenden Frau als Hinweis auf einen weiblichen Namen fehlt jedoch ebenfalls auf der Stele und den Tonsiegeln.
Erste Probleme bezüglich der Erforschung von Meritneiths Identität hatten bereits die Ausgrabungen ihrer Grabanlage um 1900 ausgelöst. Die Auswertungen der Grabungen und Funde in Tomb Y fanden durch W. M. Flinders Petrie statt. Er hatte schon zu Ausgrabungsbeginn den Verdacht, dass es sich bei der Mastaba um ein königliches Grab handeln müsse. Diese Überlegung fußte auf der Erkenntnis, dass die Mastabas und Gräber einfacher Bediensteter und Höflinge eher klein und schlicht gebaut waren. Das Grab Tomb Y aber war sehr groß und besaß einen eigenen Kultbezirk, was eher für ein Königsbegräbnis sprach. Auch die gefundene Stele untermauerte diese Theorie. Einzig das Fehlen des Horusfalken, dem eng mit den ägyptischen Königen verbundenen Tier, ließ den Forscher etwas stutzig werden. Zu seiner Zeit hielt man die Göttin Neith zudem noch für eine männliche Gottheit, was von Petrie – und zunächst auch von Walter Bryan Emery – als Hinweis darauf gedeutet wurde, Meritneith müsse ein noch unbekannter König sein. Erst als der Forschung im Laufe der Zeit bewusst wurde, dass Neith eine weibliche Göttin ist, kamen gleichzeitig erste Zweifel am Geschlecht von Meritneith auf. Spätere Forschungen belegten zudem, dass die Göttin Neith in der Frühzeit als Schutzgöttin den Königinnen und Prinzessinnen vorbehalten gewesen war.
Des Weiteren wurden mehrere Tonsiegel in ihrem Grab entdeckt, die zum jetzigen Stand der Forschung die Vermutung nähren, dass Meritneith für einen kurzen Zeitraum als weiblicher Herrscher eigenständig regierte. Hauptverfechter dieser These sind Jean-Philippe Lauer, Flinders Petrie, Silke Roth und Toby Wilkinson, die sich auf die Tonsiegel aus Meritneiths Grab berufen. Auf mehreren dieser Siegel ist ihr Name innerhalb eines Serechs geschrieben, über dem sich anstelle des Horusfalken das Emblem der Göttin Neith befindet. Die vielen Widersprüche sorgten für Verwirrung, die darin gipfelte, dass Narmer als erster Regent der ersten Dynastie ausscheiden sollte. Doch die Tonsiegel der Meritneith und des Den – sie listen die ersten fünf Könige dieser Epoche auf – beginnen einstimmig mit Narmer. Auch Tonsiegel aus dem Grab des König Qaa präsentieren eine Königsliste und nennen Narmer als ersten Regent. Erst die Tonsiegel, die Meritneiths Mutter- und Königinnentitel nennen, räumten die Zweifel aus.
Es wird inzwischen angenommen, dass Meritneith für ihren verstorbenen Gatten die Regierung übernehmen musste, weil ihr Sohn, der spätere König Den, noch zu jung für die Thronbesteigung war. Derartige Vorgehensweisen waren im Frühen Ägypten nichts Ungewöhnliches und eine mögliche Vorreiterin war vielleicht Königin Neithhotep gewesen, deren Identität allerdings umstritten ist. Aber auch spätere Königinnen, wie beispielsweise Nofrusobek und Hatschepsut, wurden durch ihre Rollen als weibliche Pharaonen bekannt.

## Grabanlage

Plan des Grabes der Meritneith in Abydos

Meritneith wurde im Grab Tomb Y in Abydos beigesetzt. Ihr Grab hat die Maße von 19,2 × 16,3 Metern und weist eine hohe Präzision und Gleichmäßigkeit in seiner Konstruktion auf. Die Anlage des Grabes entspricht den Gräbern der Könige Djer, Wadji, Den, Anedjib, Semerchet und Qaa. In der zentralen Grabkammer stand wie bei allen Königen ein großer Holzschrein. Um die Grabkammer waren gleichmäßig acht Lagerräume angeordnet. Haupt- und Lagerräume sind von 41 Nebengräbern umgeben. Dort wurden höhere Beamte, männliche sowie weibliche Bedienstete der Königin und Hunde sowie Pygmäen bestattet. In den Grabreihen befand sich an der Südwest-Ecke der unterirdischen Anlage eine Lücke, die eine freie Sicht zwischen der Grabkammer und einem Felseinschnitt hinter Umm el-Qaab ermöglichte. Toby Wilkinson bezieht sich in diesem Zusammenhang auf Rita Friedmans Vermutung, dass die Ägypter in dieser Zeit jene Felseinschnitte als Übergang zum Jenseits angesehen haben könnten.
Die Bauart der königlichen Gräber, so auch die Anlage von Meritneith, verweist durch die berücksichtigte Lücke und den nach dem Tod erfolgten Übertritt in das Jenseits in die Thematik der himmlischen Kosmologie. Der aus der gleichen Epoche stammende Elfenbeinkamm des Königs Waji zeigt bereits das dazugehörige Weltbild, das den Himmel und die Erde abbildet. Der Falke und der im Serech eingetragene Name des Königs Wadji füllte dabei den Zwischenraum beider Regionen aus. An den Seiten des Elfenbeinkammes sind zwei himmlische Stützen zu erkennen. Die Macht des Königs war sowohl auf irdischer als auch in der himmlischen Ebene wirksam. Damit befindet sich der König in einer eigenen Stufe, die schriftlich erst in den Pyramidentexten näher beschrieben werden sollte.
Zur abydenischen Grabanlage der Meritneith gehörte auch ein sogenannter Talbezirk mit weiteren insgesamt 71 Nebengräbern im benachbarten Umm el-Qaab mit einem geschätzten Umfang von 66,5 × 25,5 Metern. Die Nebengräber an der Nordwestseite waren für die königlichen Bediensteten unteren Ranges vorgesehen, die deshalb ärmlicher in Holzsärgen beigesetzt wurden. Alle mit der Königin bestatteten Personen und Tiere wurden getötet, um ihr im Jenseits zu dienen. Diese Bestattungspraxis endete mit Qaa als letztem König der 1. Dynastie, bei dem noch 26 Nebenbestattungen stattfanden.
Nach Aussagen der Wiener Archäologin Christina Köhler, Leiterin eines deutsch-österreichischen Teams zur Erforschung des Grabes von Königin Meret-Neith, zeigen jedoch Ausgrabungsergebnisse von 2023, dass "Opferungen von Dienern und Höflingen nach einem Königstod ins Reich der Mythen und Gerüchte gehören."

„"Die wissenschaftliche Auseinandersetzung mit den Gräbern zeigt aber keinerlei Spuren von Trauma (körperliche Verwundung durch Unfall- oder Gewalteinwirkung, Anm.) oder einer gleichzeitigen Bestattung der Höflinge", stellt Köhler klar: "Wo genug Überreste erhalten waren, konnten wir nachweisen, dass die Gräber zu unterschiedlichen Zeiten verschlossen wurden." Die Untersuchungen ergaben zudem, dass sich der Bau des Komplexes über einen recht langen Zeitraum zog. "Das spricht alles gegen rituelle Menschenopfer für das Begräbnis der Königin", sagte die Archäologin.“

In den Meritneith-Nebengräbern der Nordwestseite befanden sich außerdem große Mengen an Elfenbein- und Steinobjekten. Die Zuordnung der Einfriedung an Meritneith erfolgte zunächst einzig durch den Fund einer Vase mit dem Namen der Königin. Daher gab es Zweifel an der Zuweisung und entsprechende Debatten. Forscher wie Werner Kaiser sahen sich dazu hingezogen, den Einfriedungsbezirk König Den zuzuordnen. Neuere Grabungsarbeiten aber stärken Meritneith als Inhaberin. Zum einen liegt der Grabbezirk sehr nahe an der Grabanlage des Königs Djer, zum anderen ähneln sich beider architektonische Ausführungen und Arrangements.
In Sakkara befindet sich die Mastaba S3503, die in der Vergangenheit von einem Teil der Forschung auch als Grab der Meritneith angesehen wurde. Allerdings ist diese Zuordnung strittig, denn ein Zweitgrab wäre in dieser Epoche für eine Königin ungewöhnlich und ging auf die Idee zurück, dass jeder König dort ein Grab mit einem weiteren in Abydos hatte. Diese These findet heute immer weniger Anklang. Der Graboberbau war nischengegliedert und wies bei der Ausgrabung Reste einer Bemalung auf. Der Grabunterbau bestand aus einer mit Lehmziegel verkleideten Kammer mit den Maßen 14,25 × 14,50 Metern und war in fünf Räume unterteilt. Die Grabkammer maß 4,80 × 3,50 Meter und enthielt Überreste eines hölzernen Sarkophags, sowie Knochenreste und sehr kleine Stücke von Goldfolie. Daneben fanden sich Tonsiegel mit den Namen von König Wadji und Königin Meritneith. Die Grabanlage war geplündert und anschließend in Brand gesteckt worden.